# Mariama Bâ
Mariama Bâ (17. duben 1929 Dakar – 17. srpna 1981 Dakar) byla senegalská spisovatelka a průkopnice africké ženské literatury.
Narodila se v zámožné rodině z etnika Lebu. Její otec Amadou Bâ byl senegalským ministrem zdravotnictví. Byla třikrát vdaná a měla devět dětí, třetím manželem byl politik Obèye Diop.
Vystudovala střední školu v Rufisque, pracovala jako učitelka a školní inspektorka. V roce 1947 otiskla první příspěvky v pařížském časopise Esprit. Její nejznámějším dílem je Tak dlouhý dopis, který poprvé vyšel v Les Nouvelles Éditions Africaines v Dakaru roku 1979. Kniha byla přeložena do 25 jazyků (česky vyšla roku 2003 v nakladatelství BB Art v překladu Věry Šťovíčkové-Heroldové) a byla jí udělena Cena Noma pro africkou literaturu. Autorka zvolila epistolární formu k popisu komplikovaných osudů vdovy Ramatoulaye, která konfrontuje své životní rozčarování s emancipovanou přítelkyní Aïssatou. V románu lze najít četné autobiografické motivy. Tak dlouhý dopis se stal součástí senegalského literárního kánonu a byl zařazen do školních osnov. V roce 2022 knihu zfilmovala senegalská režisérka Angèle Diabang Brenerová.
Mariama Bâ zemřela na rakovinu v roce 1981, následujícího roku vyšel její druhý román Un chant écarlate, popisující manželství mezi evropskou ženou a africkým mužem. Její tvorba byla zařazeno do antologie Daughters of Africa, kterou vydala v Londýně roku 1992 Margaret Busbyová.
Angažovala se v hnutí Soroptimist International i v senegalských spolcích Legoffiennes a Cercle Fémina. Prosazovala dostupnost vzdělání pro ženy, kritizovala polygamii, majetkovou nerovnost, anachronické tradice a vliv islámu na rodinný život. Navzdory svému celoživotnímu boji za ženská práva se Mariama Bâ vymezovala kriticky vůči feminismu jako západní kulturní koncepci.
Její dcera Mame Coumba Ndiaye o ní vydala biografickou knihu Mariama Bâ ou les allées d'un destin. Jméno spisovatelky nese dívčí škola v Gorée.